# Schweifsonett
Das Schweifsonett oder auch geschwänztes Sonett (italienisch sonetto caudato) ist eine Sonderform des Sonetts, bei der die klassische 14-zeilige Sonettform durch eine Coda ergänzt wird, eine aus einem oder mehreren Terzetten bestehende abschließende Versgruppe.
Die Coda war anfangs nur ein mit dem letzten Vers reimender Elfsilbler oder ein Elfsilblerpaar mit eigenem Reim, ab dem 14. Jahrhundert besteht sie aus einer oder mehreren zusätzlichen Terzetten, gebildet von einem Siebensilbler gefolgt von einem reimenden Elfsilblerpaar, wobei der Siebensilbler den Reim der vorhergehenden Strophe aufnimmt. Man hat also bei einer Coda mit einem Terzett als Reimschema beispielsweise 
[abbaabba cdecde eff],
bei zwei Terzetten 
[abbaabba cdecde eff fgg]
usw. 
Die Form geht auf Francesco Berni zurück und wurde in der italienischen Dichtung zum Beispiel von Michelangelo verwendet.
In die englische Literatur wurde das Schweifsonett von John Milton eingeführt, der die Form für sein satirisches Gedicht On the New Forcers of Conscience under the Long Parliament verwendete. Weiter Schweifsonette stammen von Gerard Manley Hopkins (That Nature is a Heraclitean Fire and of the Comfort of the Resurrection), von Albert Samain und Rainer Maria Rilke.